# محسن محبی

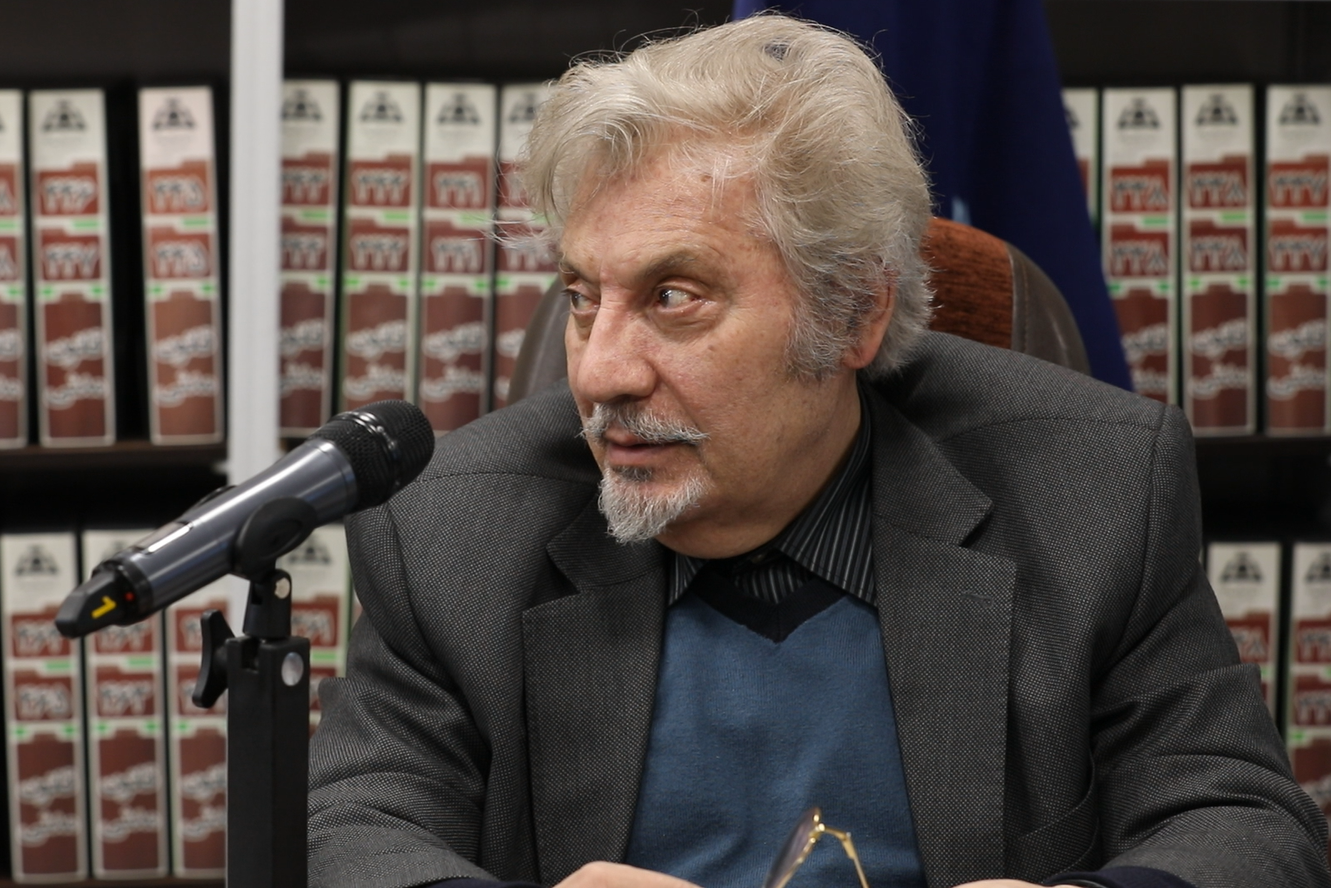
محسن محبی در پژوهشکده حقوق و قانون ایران

محسن محبی (زاده ۱۳۳۰ - تهران) استاد دانشگاه، وکیل پایه یک دادگستری، حقوقدان و رییس سابق مرکز امور حقوقی بین المللی است.

## تحصیلات
در نوجوانی مدتی علوم دینی را در حوزهٔ علمیهٔ تهران تحصیل نمود. دوران متوسطه را در دبیرستان علوی و سپس در دبیرستان دارالفنون (رشته ادبی) سپری نمود. مدتی را در رشته اقتصاد در دانشگاه شیراز به مطالعه مشغول گردید و سپس به توصیه پدر و دوستانش مسیر خود را به رشته حقوق دانشگاه تهران که در آن رشته هم قبول شده بود، تغییر داد؛ پس به سال ۱۳۵۲ در رشته حقوق قضائی دانشکده حقوق دانشگاه تهران فارغ‌التحصیل شد.
وی تحصیلات عالی خود را در رشته حقوق خصوصی در دانشگاه شهید بهشتی (دانشگاه ملی آن روزگار) ادامه داد (۱۳۵۶). رساله فوق لیسانس محسن محبی جوان در ابتدا با راهنمایی سید حسن امامی بود (حق شرط) اما بعد از پیروزی انقلاب ناگزیر شد با استاد دیگری به عنوان استاد راهنما کار کند و مهدی شهیدی استاد راهنمای وی شد و این به سال ۱۳۶۳ بود. بعد از تعویض استاد راهنما، محسن محبی موضوع رساله خود را به «جنبه‌های حقوقی اعتبارات اسنادی بانکی» تغییر داد که به قول شهیدی، در آن سال‌ها بسی تازه و بدیع بود.
در همان دوران و بعد از پنج سال تلاش علمی و عملی در سال ۱۳۷۴ موفق شد در مقطع دکتری رشته حقوق بین‌الملل از دانشگاه لوآن بلژیک فارغ‌التحصیل گردد. استاد راهنمای وی در دوره دکتری، فرانسوا ریگو، استاد حقوق بین‌الملل و عضو انیستیتو حقوق بین‌الملل بود، و موضوع رساله‌اش «ماهیت حقوق بین‌الملل دیوان داوری دعاوی ایران و آمریکا» بود که با درجه ممتاز و با تحسین ژوری پذیرفته شد و در سال ۱۹۹۹ توسط انتشارات معتبر کلوئر منتشر گردید. «فالون» و «جو ورهون» مشاورت رساله ایشان را بر عهده داشتند و «یان برانلی» رساله او را خوانده و بر کار ایشان در دوره دکتری نظارت داشته‌است. در همین دوران، وی در چندین دوره تابستانی آکادمی حقوق بین‌الملل لاهه نیز شرکت کرده و بر تجربیات علمی و عملی خود افزود.

## سوابق شغلی
در خرداد ۱۳۵۴ به استخدام بانک ملی ایران درآمد. «در سال ۱۳۶۱، دیوان داوری دعاوی ایران و آمریکا بر اساس بیانیه‌های الجزایر (۱۳۵۹) تشکیل شد تا به دعاوی اتباع و دولتین ایران و آمریکا رسیدگی کند. از طرفی مدیریت و هماهنگی و دفاع در برابر حجم انبوه دعاوی در دادگاه‌های خارجی و مراجع داوری بین‌المللی که له و علیه دولت نو پای انقلاب مطرح شده بود، محتاج استفاده از خدمات وکلا و حقوقدانان مبرز و مطلع در امور بین‌المللی بود.»
بر همین پایه، ماده – واحده ای به تصویب مجلس رسید (۱۳۶۰/۰۹/۲۹) که به موجب آن به دولت اجازه داده شد برای دفاع مؤثر در دعاوی مطروحه علیه ایران و نیز اقامهٔ دعوی علیه خارجیان از خدمات اشخاص حقیقی یا حقوقی داخلی و خارجی، بدون رعایت مقررات استخدامی، اداری، محاسبات عمومی، بودجه ای استفاده شود. سپس برای اجرای این قانون، در فروردین ماه ۱۳۶۱ هیئت وزیران، دفتر خدمات حقوقی بین‌المللی (وابسته به نخست‌وزیری و بعداً ریاست جمهوری) را تأسیس کرد که کار اصلی آن نظارت، هماهنگی و برنامه‌ریزی در دعاوی بین‌المللی له و علیه دولت بود.
در همین راستا، در سال ۱۳۶۲ از محسن محبی که آن موقع در ادارهٔ حقوقی بانک ملی ایران خدمت می‌کرد، برای همکاری با دفتر خدمات به ویژه در دعاوی بانکی دعوت شد و وی از بانک ملی ایران مأمور خدمت در دفتر خدمات حقوقی بین‌المللی شد که قریب بیست و دو سال، یعنی تا زمان بازنشستگی‌اش، ادامه یافت. ابتدا به عنوان مشاور حقوقی و پس از اندکی، در دوران سرپرستی گودرز افتخار جهرمی در دفتر خدمات، معاون حقوقی و عملاً قائم مقام دفتر شد.
سال ۱۳۶۹ به عنوان سرپرست شعبه لاهه دفتر خدمات به هلند (لاهه) اعزام شد و از نزدیک با دیوان داوری ایران - آمریکا در لاهه کار می‌کرد. در سال ۱۳۷۵ به ایران برگشت و از کارهای اجرایی فاصله گرفت و به امور علمی و پژوهشی پرداخت؛ در عین حال، تا سال ۱۳۸۴ به عنوان مشاور ارشد سرپرست دفتر خدمات حقوقی بین‌المللی خدمت نمود. وی هم‌اکنون عضو هیات تحریریه فصلنامه علمی تخصصی دانشنامه‌های حقوقی نیز است.

## فعالیت‌های دانشگاهی، علمی و ادبی
محسن محبی در سال ۱۳۶۴ زمانی که معاون دفتر خدمات حقوقی بود، توانست اولین مجله حقوق بین‌الملل ایران را به اسم «مجله حقوقی» که هم‌اکنون به «مجله حقوقی بین‌المللی» تغییر نام یافته، راه‌اندازی نماید که برای مدت‌های مدید سردبیری آن را نیز بر عهده داشت و اعتبار علمی فراوانی در جامعه حقوقی کشور کسب نمود. از نوآوری‌های این مجله بخش اسناد بین‌المللی آن است که اغلب آن‌ها ترجمه خود اوست.
از سال ۱۳۷۶ (پس از بازگشت از مأموریت هلند) از امور اجرائی یکسره کناره گرفت و به فعالیت‌های علمی و آکادمیک پرداخت و در همین دوران بیش از ۵۰ عنوان مقاله فارسی و انگلیسی در حوزه حقوق بین‌الملل، داوری بین‌المللی، و حقوق بانکی و فلسفه حقوق بین‌الملل تألیف یا ترجمه کرده‌است. ذوق و علاقه‌های فرهنگی و ادبی محسن محبی موجب شد که فعالیت‌هایش در این حوزه‌ها نیز ادامه یابد و در مجلات ادبی و فرهنگی ده‌ها مقاله در حوزه ادبیات و شعر و نقد ادبی نیز از وی منتشر شده‌است.
کتب ارزشمندی از ایشان به چاپ رسیده‌است که برخی به زبان انگلیسی بوده‌اند. انتشارات حقوقی معتبر کلوئر، کتاب دیوان داوری ایران ـ آمریکا ایشان را در سال ۲۰۰۰ منتشر نمود و که بعداً توسط محمد حبیبی به فارسی ترجمه و با نام «دیوان داوری ایران و آمریکا: ماهیت، صلاحیت، ساختار» در سال ۱۳۸۳ منتشر گردید و در سال ۱۳۹۲ تمدید چاپ شد. مجموعه چند مقاله دربارهٔ بیانیه‌های الجزایر، داوری و موسسات دولتی، نظام داوری اتاق بازرگانی بین‌المللی، مباحثی از حقوق نفت و گاز و فلسفه حقوق بین‌الملل از دیگر آثار این چهره حقوقی کشور است.
ایشان در حال حاضر عضو هیئت علمی دانشگاه آزاد اسلامی واحد علوم و تحقیقات تهران و مدیر گروه حقوق عمومی و حقوق بین‌الملل است و در مقاطع فوق لیسانس و دکتری حقوق بین‌الملل در دانشگاه‌های مختلف تدریس می‌کند. ضمناً پیشگام در ترویج و گسترش داوری به ویژه داوری بین‌المللی در حقوق ایران است و سال هاست در این زمینه فعالیت دارد و معمار داوری نوین در ایران به‌شمار می‌رود.

## سوابق اجرایی
علاوه بر بانک ملی ایران و دفتر خدمات حقوقی بین‌المللی، محسن محبی در سال ۱۳۸۷ مدت‌ها معاون پژوهشی مرکز گفتگوی تمدن‌ها بود. وی از سال ۱۳۸۴ به دبیرکلی مرکز داوری اتاق بازرگانی ایران منصوب شد و همچنان مشغول فعالیت است. ایشان همچنین دبیر کمیسیون حقوقی و داوری کمیتهٔ ایرانی اتاق بازرگانی بین‌المللی نیز می‌باشد. وی سال هاست داور ایرانی عضو دیوان بین‌المللی داوری (ICC) در پاریس نیز می‌باشد. ایشان همچنین از سال ۱۳۹۴ جزو گروه داوران ایرانی در دیوان دائمی داوری در لاهه (PCA) است.
پس از انتخاب حسن روحانی به عنوان رئیس‌جمهور در انتخابات ریاست جمهوری ایران، محسن محبی به سمت مشاور رئیس‌جمهور در امور حقوقی بین‌المللی و رئیس مرکز امور حقوقی بین‌المللی ریاست جمهوری منصوب گردید.
محسن محبی همچنین در مرحلۀ تقاضای دستور موقت در پرونده رسیدگی به شکایت ایران از آمریکا به دلیل بازگرداندن تحریم‌های هسته‌ای، که از روز دوشنبه پنج شهریور ۱۳۹۷ در دیوان بین‌المللی دادگستری در لاهه آغاز شد، وکالت دولت ایران را بر عهده داشت. وی همچنین در پرونده برخی اموال ایران که از شانزده تا بیست مهر ۱۳۹۷ در دیوان بین المللی دادگستری لاهه برگزار شد، مجدداً به عنوان وکیل و نمایندۀ دولت ایران ایفای نقش نمود.